# Podonectria echinata
Podonectria echinata är en svampart som beskrevs av Petch 1921. Podonectria echinata ingår i släktet Podonectria och familjen Tubeufiaceae.   Inga underarter finns listade i Catalogue of Life.